# エレクトロケミー
エレクトロケミー(Elektrochemie)はドイツ在住のトーマス・シューマッハ (w:Thomas Schumacher)とStephan Bodzin、Caitlin Devlinによるダンスミュージックユニット。
Get Physicalから数枚のシングルをリリースしている。

## ディスコグラフィー
- Elektorochemie - Pleasure Seeker
- Elektorochemie - Don't Go
- Elektorochemie - Mucky Star